# Consolidated PT-1
Il Consolidated PT-1 Trusty (designazione aziendale Model 1) fu un biplano monomotore da addestramento primario sviluppato nei primi anni venti dall'azienda statunitense Consolidated Aircraft Corporation.
Realizzato complessivamente in oltre duecento esemplari, venne utilizzato principalmente dallo United States Army Air Service, l'allora servizio aeronautico dell'esercito degli Stati Uniti d'America.

## Storia del progetto
Il progetto del PT-1 nacque nel 1924 quando lo USAAS annunciò una competizione per la realizzazione di un nuovo velivolo da addestramento primario. La Consolidated era stata recentemente costituita rilevando la Dayton-Wright e con essa i servigi del suo progettista Virginius E. Clark nonché gran parte delle licenze per i velivoli all'epoca in produzione. Tra questi figurava il Dayton-Wright TW-3, prodotto per l'USAAS in dieci esemplari, dal quale Clark sviluppò il nuovo progetto.
Sebbene le notizie in merito siano contrastanti, il primo prototipo fu inizialmente denominato TW-8 ("Trainer Watercooled", addestratore con motore raffreddato a liquido, secondo il sistema di designazione all'epoca in uso), anche se la denominazione potrebbe essere collegata (se non confusa) con quella di un altro progetto inizialmente realizzato con il marchio Dayton-Wright.

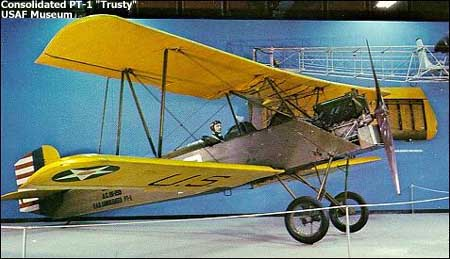
Consolidated PT-1 "Trusty" esposto presso il National Museum of the United States Air Force.

Comunque sia, il progetto della Consolidated ebbe la meglio sui concorrenti nel corso della selezione comparativa tenutasi nell'estate del 1924 e, denominati PT-1 (la sigla indicava "Primary Trainer", addestratore primario), i primi esemplari vennero consegnati all'USAAS a partire dall'anno successivo.
L'aereo si dimostrò particolarmente stabile, robusto ed affidabile, tanto da meritarsi il soprannome "Trusty" (fidato) e, realizzato complessivamente in 221 esemplari, finì per diventare il primo velivolo dell'USAAS ordinato in quantitativi considerevoli successivamente alla conclusione della prima guerra mondiale.
Il progetto iniziale venne sviluppato in due direzioni: in un caso, mediante l'impiego di un diverso motore, ebbe origine il prototipo XPT-2 (cui non fece seguito nessun processo produttivo), mentre un esemplare fu assegnato alla United States Navy, precursore di quella che sarebbe divenuta la versione navale con la denominazione Consolidated NY.

## Tecnica

### Cellula
Il Consolidated PT-1 era un biplano caratterizzato da piani alari della medesima apertura; quello inferiore, posto in posizione maggiormente scalata verso la coda del velivolo, aveva la radice in corrispondenza della parte inferiore della fusoliera, mentre quello superiore era disposto "a parasole" al di sopra dell'abitacolo. I due piani erano tra loro collegati da un singolo montante interalare a "N" rovesciata, per ciascuna delle semiali. Una coppia di montanti per lato collegava invece il piano alare superiore con il lato della fusoliera. Cavetti in acciaio disposti diagonalmente contribuivano ad irrobustire la struttura e superfici di controllo erano disposte sul bordo d'uscita delle estremità di entrambi i piani alari. Particolare attenzione venne destinata al disegno del profilo delle ali, denominato "Clark Y" dal nome del progettista.

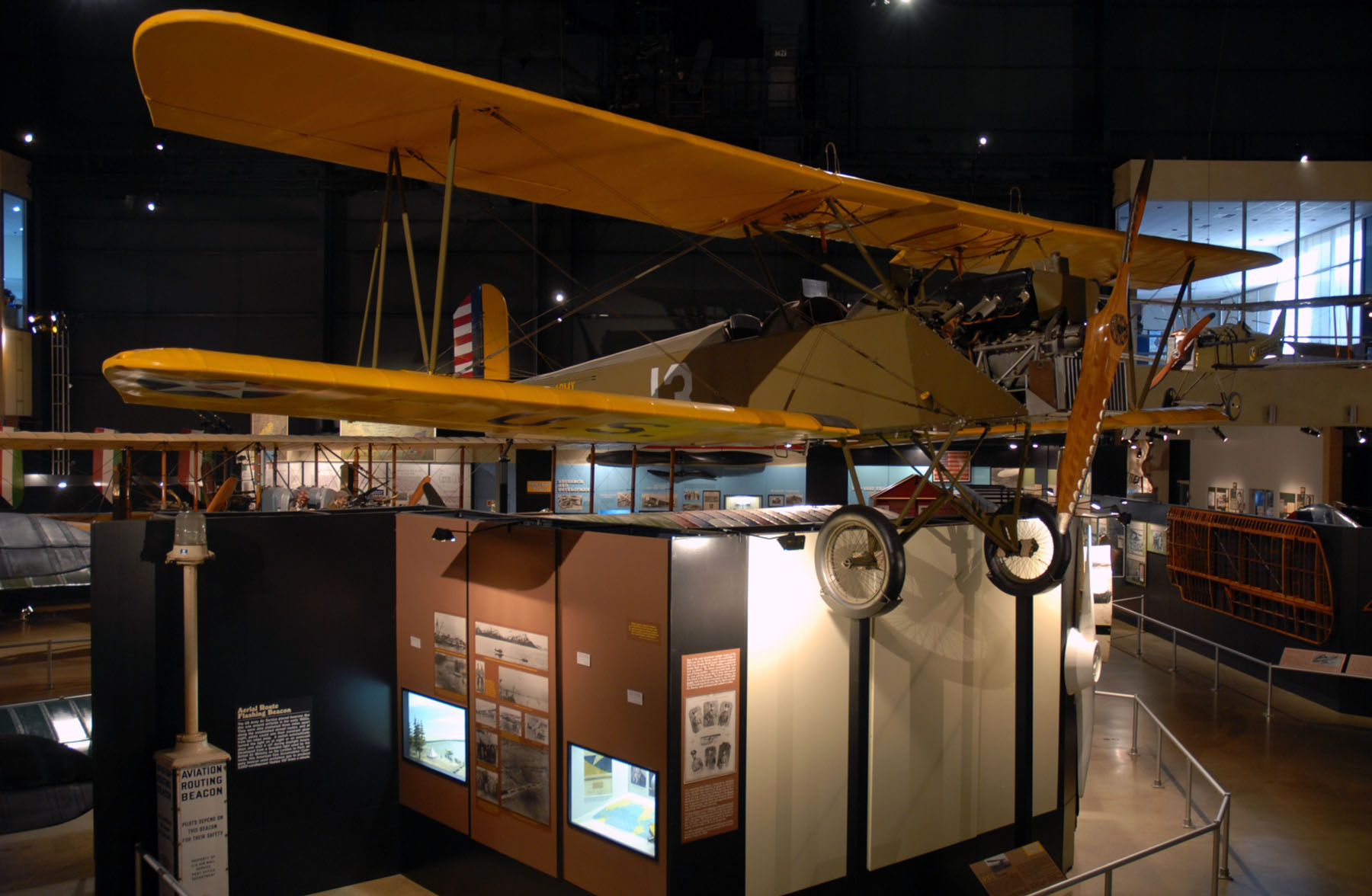
Ancora il PT-1 esposto al National Museum of the United States Air Force.

La fusoliera aveva sezione squadrata tranne che per il dorso, che presentava profilo arrotondato; risulta che almeno un esemplare sia stato realizzato con il dorso della fusoliera completamente piatto. L'abitacolo prevedeva disposizione in tandem dei due membri dell'equipaggio e costituiva il principale elemento di cambiamento strutturale rispetto al progenitore Dayton-Wright TW-3 che, al contrario, vedeva pilota-istruttore ed allievo sedere uno a fianco dell'altro. Realizzata in tubi d'acciaio al cromo-molibdeno, la fusoliera andava rastremandosi verso la coda, alla cui estremità si trovava l'impennaggio, di tipo classico, monoplano e controventato.
Il carrello d'atterraggio era biciclo, fisso, con elementi dotati di singola ruota collegati mediante una struttura tubolare metallica alla parte inferiore della fusoliera, nella zona antistante il bordo d'entrata delle ali; al posteriore era presente un semplice pattino d'appoggio.

### Motore
Il Consolidated PT-1 montava il motore otto cilindri a V Wright "E", noto anche come Wright-Hisso E: si trattava di una copia costruita su licenza del motore Hispano-Suiza 8, capace di sviluppare la potenza di 180 hp, pari a 134 kW.
Tutti gli esemplari del PT-1 furono consegnati privi di carenatura al motore al fine di consentire una migliore dispersione del calore ed un più efficiente funzionamento dell'impianto di raffreddamento.
Disposto all'estremità anteriore della fusoliera, il motore azionava un'elica bipala, in legno.

## Impiego operativo

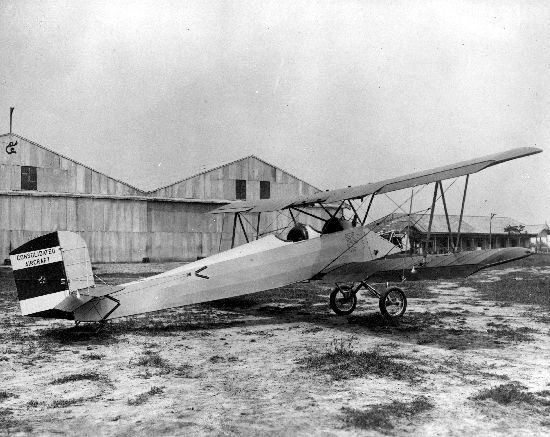
Un PT-1 in una rara foto dell'epoca.

Entrato in servizio nei reparti d'addestramento dello USAAS, il quale venne trasformato nel 1926 in USAAC, il PT-1 sostituì i Curtiss JN-4 ed i pochi Dayton-Wright TA-3 e TW-3 operativi da tempi più recenti.
Quattro esemplari furono acquistati dall'aeronautica militare del regno del Siam, unici oggetto di esportazione.
La carriera dei PT-1 nell'USAAC si concluse nel 1928 quando furono sostituiti dal Consolidated PT-3; all'epoca gli esemplari superstiti (diversi velivoli risultano coinvolti in incidenti, malgrado la loro nomea di macchine affidabili) furono assegnati ai reparti dell'Air National Guard.

## Versioni
- TW-8: viene indicata come designazione del prototipo[4]; caratterizzato da disposizione in tandem dei posti dei due membri d'equipaggio, sarebbe anche l'unico esemplare di PT-1 con carenatura al motore.
- PT-1: versione di serie; equipaggiato con motore V-8 Wright-Hisso E. Complessivamente ne furono realizzati 220 esemplari.
- XPT-2: variante del PT-1, dotata di motore radiale Wright R-790 Whirlwind da 180 hp. Contraddistinta dalla denominazione interna Model 2, ebbe seguito produttivo come versione navalizzata dando vita al Consolidated NY[4].

## Utilizzatori
Siam
- Krom Akat Sayam

 Stati Uniti
- United States Army Air Service
- United States Army Air Corps
- United States Navy
- United States National Guard

## Esemplari attualmente esistenti
- Un PT-1 "Trusty" (numero di serie 26-233) si trova esposto al National Museum of the United States Air Force a Dayton, Ohio. Fu acquisito nel 1957 alla Università dello Stato dell'Ohio.[8]
- Un PT-1/PT-3 A PT-1 che aveva volato con il 254 Squadrone di Osservazione della Guarda Nazionale dell'Arkansas e in seguito era stato posseduto dalla Facoltà di Ingegneria dell'Università dell'Arkansas è stato ricostruito con un motore Wright J-5 Whirlwind utilizzato sul modello PT-3 e si trova esposto all'EAA AirVenture Museum a Oshkosh, nel Wisconsin.